# バリー・シアーズ
バリー・シアーズ（英語：Barry Sears、1947年6月6日［1］ - ）は、アメリカ合衆国の生化学者。
ゾーンダイエットを考案し、著書に、ニューヨークタイムズのベストセラーとなった『The Zone』（1995年）、『Mastering the Zone』（1997年）『Zone  Perfect Meals in Minutes』（1997年）等がある。2022年現在、14の米国特許を取得、50以上の研究論文を発表し、CellR4等、複数の医学雑誌の編集委員を務める ［2］［3］。

## 経歴
1968年にオクシデンタル大学を卒業、1971年にインディアナ大学で生化学の博士号を取得し、同年よりバージニア大学生化学部にて脂質の構造に関する研究に従事していた。
その頃、数年のうちに父親の兄弟3人が全て死去する。既に世を去っていた父方の祖父と父親だけでなく、その兄弟たちも合わせた5人全員が50代前半に心臓発作でこの世を去ったため、同じ遺伝子を持つ自身が生き延びるには心臓病についてより多くを知らなければならないと考え、1974年、ボストン大学医学部に移籍する。
移籍後は、脂質の構造が心血管系疾患に与える影響について研究し始め［4］、1978年からマサチューセッツ工科大学の研究機関であるナショナル・マグネット・ラボラトリーでスタッフ・サイエンティストとして研究を続けていたが、自身の研究に専念するため1982年に辞職。
1982年のノーベル生理学・医学賞に新たなヒントを得てからは、「食事により局所ホルモンであるエイコサノイドのバランスをコントロールできれば、様々な病気を予防・治療することができる」という考えを中心に研究を進める。
エイコサノイドをコントロールするための食事法を6年ほどかけて検証し、1995年に出版された初の著書『The Zone』の中で、Zone-favorable diet（「ゾーンへの到達に役立つ食事法」の意。後にZone Dietと呼ばれるようになる）として紹介した［4］。『The Zone』は累計販売部数200万部を超えるベストセラーとなり、1997年出版の『Mastering the Zone』、『Zone  Perfect Meals in Minutes』を含む3冊がニューヨークタイムズのベストセラーとなる［5］。
2003年にInflammation Research Foundation（炎症研究財団）を設立し、同財団の代表として研究を続けながら［6］、アリゾナ州立大学等の教育機関で助教や非常勤講師も務めている［1］［7］。

## 研究分野
- 食事によるホルモン反応とエピジェネティックな反応の調整
- AMPKの活性化
- 食事によるサイトカインレベルの低減
- 老化細胞の除去と置換のための免疫系再プログラミング

## メンバーシップ登録団体
- American Oil Chemists Society（米国油化学会）
- International Society for the Study of Fatty Acids and Lipids（国際脂肪酸および脂質研究協会）
- American Diabetes Association（米国糖尿病協会）
- Obesity Society（肥満協会）
- American Society of Bariatiric Physicians（米国肥満内科医学会）

## 著書

### 海外の著書
- 『The Zone』（1995年）アメリカ
- 『Mastering the Zone』（1997年）アメリカ
- 『Zone Perfect Meals in Minutes』（1997年）アメリカ
- 『Zone Food Blocks』（1998年）アメリカ
- 『The Anti-Aging Zone』（1999年）アメリカ
- 『A Week in the Zone』（2000年）アメリカ
- 『The Soy Zone』（2000年）アメリカ
- 『100 Great Zone Foods』（2001年）アメリカ
- 『The OmegaRx Zone』（2002年）アメリカ
- 『What to Eat in the Zone』（2003年）アメリカ
- 『Zone Meals in Seconds』（Lynn Searsとの共著）（2004年）アメリカ
- 『The Anti-Inflammation Zone』（2005年）アメリカ
- 『Il Bello Della Zona』（Daniela Morandiとの共著）（2007年）イタリア
- 『Toxic Fat』（2008年）アメリカ
- 『La Zona del Futuro』（Daniela Morandiとの共著）（2013年）イタリア
- 『The Mediterranean Zone』（2014年）アメリカ
- 『Metabolic Syndrome and Complications of Pregnancy』（Enrico Ferrazziと共編）（2015年）ドイツ
- 『Positive Nutrition』（2017年）イタリア
- 『The Resolution Zone』（2019年）アメリカ

### 日本語の著書
- 『食事革命4・3・3ダイエット』（原題『The Zone』）廣谷光一郎監訳、1996年、草思社、ISBN 4794206976, 978-4794206978
- 『ゾーン・ダイエット』（原題『Mastering the Zone』）岳マチ子監訳、2004年、PHP研究所、ISBN 4569637590, 978-4569637594
- 『ボケない、キレない、忘れない、うつ病にも効く！』バリー・シアーズ著、浜田博喜・森昌彦共編、2004年、現代書林、ISBN 4774505935, 978-4774505930
- 『なにをしても痩せられなかった人のファイナルダイエット』（原題『Toxic Fat』）岳マチ子訳、2010年、ビオ・マガジン、ISBN 4904379276, 978-4904379271

## 取得特許
- “Phosphatidyl quarternary ammonium compounds.”  U.S. Patent No. 4,086,257 (1978)
- “Phosphatidyl sulfonium compounds.”  U.S. Patent No. 4,097,502 (1978)
- “Phosphatidyl phosphonium compounds.”  U.S. Patent No. 4,097,503 (1978)
- “Method for determining the level of LDL cholesterol in blood plasma.”  U.S. Patent No. 4,126,416 (1978)
- “Method of preparing a controlled release pharmaceutical preparation.” U.S. Patent No. 4,145,410 (1979)
- “Kit for determining the level of LDL cholesterol in body fluids.”  U.S. Patent No. 4,190,628 (1980)
- Sears, B. and Yesair, D.W. “Xenobiotic delivery vehicles.” U.S. Patent No. 4,298,594 (1981)
- “Method of emulsifying cholesterol, cholesterol esters, and triglyceride compounds.”  U.S. Patent No. 4,320,121 (1982)
- “Synthetic phospholipid compounds.” U.S. Patent No. 4,426,330 (1984)
- “Magnetic compositions and magnetic memory devices prepared.”  U.S. Patent No. 4,507,217 (1985)
- “Synthetic phospholipid compounds.”  U.S. Patent No. 4,534,899 (1985)
- “Method for reducing blood pressure levels in hypertensive persons.”  U.S. Patent No. 5,059,622 (1991)
- “Method of and nutritional and pharmaceutical compositions for reduction of hyperinsulinemia.”  U.S. Patent No. 6,140,304 (2000)
- “Novel inhibitors of arachidonic acid formation.”  U.S. Patent No. 8,987,325 (2015)